# Virtus Pallacanestro Bologna 1956-1957

## Roster
Minganti Bologna 1956-57
- Carlo Negroni (capitano)
- Mario Alesini
- Mario Andreo
- Umberto Borghi
- Nino Calebotta
- Achille Canna
- George Chalhoub
- Germano Gambini
- Giuseppe Lamberti
- Franco Rizzi

## Staff Tecnico
- Allenatore:  Vittorio Tracuzzi

## Risultati
- Serie A: 2ª classificata su 12 squadre (18-4)